# Пліт (оповідання)
«Пліт» (англ. The Raft) — оповідання американського письменника Стівена Кінга у жанрі фантастики жахів. Вперше вийшло, як самостійний твір, у журналі Gallery у 1982 році. Згодом, у 1985, оповідання вийшло у складі авторської збірки «Команда скелетів».

## Історія написання
У вступі до оповідання в журналі «Сутінкова зона» та у післямові до авторської збірки «Команда скелетів» Кінг розповідає історію про публікацію оповідання в журналі «Адам» у 1969 році під назвою «Поплавок» (англ. The Float).
Невдовзі після того, як оповідання погодили до публікації, Кінга заарештували в місті Ороно, штат Мен, за те, що він прибрав дорожні конуси з вулиці та хотів відвезти їх у місцевий поліцейський відділок після того, як один із них пошкодив його автомобіль. Суд визнав Кінга винним у дрібній крадіжці і присудив штраф у розмірі 250 доларів або позбавлення волі терміном 30 днів. Він не мав можливості сплатити штраф і збирався відправитися до в'язниці, коли йому надійшов чек на суму у 250 доларів, як оплата за публікацію оповідання. Сам Кінг описав це так, як начебто хтось «надіслав йому справжню картку „Вийти з в'язниці“». Також Кінг зізнався, що ніколи не бачив журнал «Адам» з його опублікованим оповіданням і просить надіслати йому хоча б копію сторінки з історією, щоб довести що «він не збожеволів» і що ця публікація справді існує.
Кінг знову згадав про оповідання у 1981, під час доопрацювання сценарію кіноальманаху «Калейдоскоп жахів». Письменник по пам'яті відновив оповідання, при цьому він зберіг основні елементи історії, проте все ж вніс певні зміни. «Пліт» опублікували у вигляді брошури, як додаток до випуску журналу для дорослих «Gallery» за листопад 1982 року. Пізніше оповідання увійшло до антології наукової фантастики та фентезі за редакцією Геріна Г. Робертса.

## Сюжет
Четверо друзів, студентів коледжу — Ренді (англ. Randy), Дік (англ. Deke), Рейчел (англ. Rachel) і Лаверна (англ. LaVerne) — приїхали на початку жовтня до віддаленого озера біля міста Піттсбург, штат Пенсільванія, щоб завершити купальний сезон символічним вчинком: вони захотіли допливти до дерев'яного плоту, що розташований у центрі озера. Коли Дік та Ренді допливали до плоту, останній помічає таємничу чорну пляму, що плаває на поверхні. Вона, здається, переслідує дівчат, коли вони досягають плоту. Дік і Лаверна висміюють підозри Ренді, допоки Рейчел не помічає кольорові спіральні смуги на поверхні плями й торкається її. Істота тягне Рейчел у воду, покриває та поїдає її. Решта безпорадно спостерігає, як Рейчел в муках помирає всередині істоти, яка збільшилась у розмірах.
Після початкової паніки трійця разом обмірковують поточну ситуацію, у якій вони опинились. Спостерігаючи за плямою, вони розуміють, що та занадто швидка і їм не вдасться втекти з плоту. Також, друзі усвідомлюють, що вони поїхали до озера і нікому про це не розказали, тож порятунку немає звідки чекати. Їхній єдиний вихід — очікувати, що істота просто зникне. Продовжуючи спостерігати, друзі приходять до висновку, що за допомогою кольорових спіральних смуг чорня пляма гіпнотизує своїх жертв і ті йдуть прямо до істоти. Дік вирішує спробувати обігнати пляму і швидко доплести до берега, але істота пролізла під пліт і схопила його за ногу. Дік помирає, у той час як істота поїдає його, повільно затягуючи його тіло між дошок під пліт. Лаверна не витримує і непритомніє. Ренді розмірковує над тим, щоб допливти до берега, поки істота їсть Діка, але розуміє, що це означає, що йому доведеться залишити непритомну Лаверну лежати на плоту.
Після того, як Лаверна приходить до тями, вони з Ренді по черзі сідають та стоять, дозволяючи таким чином одному з них на короткий час відпочити, а інший у той час стоїть на варті та спостерігає, коли пляма знову спробує на них напасти. Увечері Лаверна переконує Ренді, що вони можуть разом сісти і з такого положення спостерігати за істотою. Температура починає знижуватися і вони вирішують обійнятися, щоб зігрітись. Ренді торкається грудей Лаверни і вони починають займатися сексом. Ренді запевняє Лаверну, що стежитиме за істотою. Однак його відволікають гіпнотичні кольори плями, і коли волосся Лаверни торкається води, істота заплутується у ньому та розтікається по обличчю дівчини. Ренді, розуміючи, що він не зможе її врятувати, у паніці перекидає її ногою через борт плоту, щоб Лаверна довго не мучилась. Істота знову збільшилась.
Решту ночі Ренді майже не спить, оскільки істота пролазить під пліт щоразу, коли той намагається сісти. Ренді визнає безнадійність ситуації. Він фантазує про порятунок та співає, страждаючи від сильної втоми. Нарешті Ренді повертається до істоти й розмірковує, що можливо гіпнотизуючі кольорові смуги на поверхні істоти змусять забути про біль під час поглинання. Ренді більше не відводить погляд, коли спіральні кольорові смуги знову з'явилися на поверхні плями.
На безлюдному озері чутно крик гагари.

## Екранізація
Оповідання було екранізовано у 1987 році. Воно увійшло у кіноальманах «Калейдоскоп жахів 2». Над сценарієм, разом зі Стівеном Кінгом, працював американський режисер та сценарист Джордж Ромеро. Триває ця частина кіноальманаху близько 20 хвилин.
Основна частина історії відповідає змісту оповідання, але для фільму кінцівка була змінена. У той час, як у першоджерелі під час сексуального акту Лаверна та Ренді знаходяться при тямі, у фільмі в цей час Лаверна спить, що надає Ренді образ гвалтівника. Пізніше, як тільки пляма охоплює Лаверну, Ренді стрибає у воду і пливе до берега. Істота починає переслідувати його. Виповзаючи на берег за кілька сантиметрів від краю води, він кричить:
|  | Я випередив тебе! Чим би ти не було, я випередив тебе! Оригінальний текст (англ.) I beat you! Whatever you are, I beat you! |

Раптово, істота разом з хвилею виринає на берег та накриває Ренді
. Після цього вона тихо сповзає назад у озеро, камера відходить убік і у кадрі з'являється знак, схований у зарослому очереті біля машини, на якій приїхали друзі. На знакові написане попередження, що у озері забороняється купатися. Такий завершений фінал отримав більш схвальні відгуки.
Зйомки проходили на водосховищі Гранітний басейн, що біля міста Прескотт, штат Аризона.

## Відгуки
У огляді збірки оповідань для Нью-Йорк таймс, Сьюзан Болотін назвала це оповідання «надзвичайно страхітливим».
Істоту з розповіді, яка являє собою постмодерністську субстанцію, порівнювали з монстрами з фільмів Роджера Кормана та вважали, що у ньому є певна доля кліше.
На думку професора університету Вермонта Тоні Магістрейла дане оповідання, на рівні з повістю «Мавпа», що входить до тієї ж збірки, є одним з найкращих прикладів психологічних жахів американської літератури.

## Нагороди і номінації
| Рік  | Премія         | Номінація        | Результат | Дж.    |
| ---- | -------------- | ---------------- | --------- | ------ |
| 1983 | Премія «Локус» | Найкраща повість | Номінація | [ 19 ] |

## Виноски
1. ↑  Мається на увазі картка з настільної гри «Монополія», за допомогою якої у цій грі можна достроково вийти з в'язниці.
2. ↑  Кінг також зробив камео у частині кіноальманаху, що називається «Мандрівник автостопом». Він зіграв роль водія вантажівки.